# ابوالقاسم فلسفی

حجت الاسلام حاج میرزا ابوالقاسم فلسفی

ابوالقاسم فلسفی در ۲۵ ربیع المولود ۱۳۲۴ قمری در تهران متولد شد. اوفرزند آیت‌الله حاج شیخ محمدرضا تنکابنی می‌باشد و برادر بزرگ‌تر حجت الاسلام حاج شیخ محمدتقی فلسفی واعظ شهیر و آیت‌الله حاج میرزا علی فلسفی می‌باشد.
تحصیلات ابتدایی را در دبستان توفیق گذراند. سپس در حوزه تهران در رشته ادبیات عرب، فقه و اصول ادامه تحصیل داد. در سالیان دراز قسمتی از اوقات ایشان صرف تحصیل می‌شد و در مجلس درس پدر حضور می‌یافت. قسمت دیگر وقت ا، نیز صرف تنظیم اسنادی می‌گردید که افراد نزد پدر او می‌آوردند تا به خط و مهر او تأیید شود.
او در اواخر عمر پدرش امامت مسجد فیلسوف را برعهده داشت و به تدریس فقه و اصول نیز می‌پرداخت که به ویژه در تدریس شرح لمعه تسلط فوق العاده ایشان مشهور بود. افراد زیادی از درس او استفاده کردند. طلاب همه روزه در مسجد حمام گلشن که نزدیک منزل وی بود در درس سطحش حاضر می‌شدند.
او در دو سه سال آخر عمر به علت کسالت از منزل خارج نمی‌شد و سرانجام در خرداد سال ۱۳۷۱ در سن ۸۷ سالگی درگذشت. پیکر او در صحن گورستان ابن‌بابویه شهر ری به خاک سپرده شد.